# Дунгуань
Дунгуань (кит. трад. 东莞, спр. 东莞, піньїнь Dōngguǎn) — міський округ в Китаї в центрі провінції Гуандун. Важливий промисловий центр КНР.

## Географія
Розташований в Дельті річки Чжуцзян, поряд з міськими округами Гуанчжоу (на півночі), Хуейчжоу (на північному сході) та Шеньчжень (на південному сході).

### Клімат
Місто знаходиться у зоні, котра характеризується вологим субтропічним кліматом. Найтепліший місяць — липень із середньою температурою 28.9 °C (84 °F). Найхолодніший місяць — січень, із середньою температурою 14.2 °С (57.6 °F).
| Клімат Дунгуаня         | Клімат Дунгуаня | Клімат Дунгуаня | Клімат Дунгуаня | Клімат Дунгуаня | Клімат Дунгуаня | Клімат Дунгуаня | Клімат Дунгуаня | Клімат Дунгуаня | Клімат Дунгуаня | Клімат Дунгуаня | Клімат Дунгуаня | Клімат Дунгуаня | Клімат Дунгуаня |
| Показник                | Січ.            | Лют.            | Бер.            | Квіт.           | Трав.           | Черв.           | Лип.            | Серп.           | Вер.            | Жовт.           | Лист.           | Груд.           | Рік             |
| Середня температура, °C | 14,2            | 14,9            | 18,3            | 22,4            | 26,1            | 27,8            | 28,9            | 28,7            | 27,5            | 24,5            | 20              | 15,8            | 22,4            |
| Норма опадів, мм        | 37.4            | 60.9            | 93.5            | 190.5           | 305.3           | 327.4           | 273.4           | 276.4           | 204.2           | 89.6            | 40.7            | 27.1            | 1926.4          |
| Днів з опадами          | 7,6             | 10,5            | 13,6            | 14,6            | 17,6            | 19,4            | 16,4            | 16,6            | 13,1            | 7,8             | 6,3             | 5,6             | 149,1           |
| Вологість повітря, %    | 70.3            | 78.5            | 81.5            | 82.9            | 82              | 82              | 79              | 79.3            | 76.4            | 72.1            | 68.6            | 67.7            | 76.7            |
| ----------------------- | --------------- | --------------- | --------------- | --------------- | --------------- | --------------- | --------------- | --------------- | --------------- | --------------- | --------------- | --------------- | --------------- |
| Джерело: Weatherbase    |                 |                 |                 |                 |                 |                 |                 |                 |                 |                 |                 |                 |                 |

## Адміністративний поділ
Міський округ Дунгуань не має у своєму складі одиниць повітового рівня, а ділиться одразу на одиниці волосного рівня — 4 підрайони і 28 селищ:
| Статус              | Назва      | Оригінал           | Населення (2020) |
| ------------------- | ---------- | ------------------ | ---------------- |
| Підрайон            | Ваньцзян   | 万江街道           | 328 856          |
| Підрайон            | Дунчен     | 东城街道           | 597 192          |
| Підрайон            | Гуаньчен   | 莞城街道           | 173 957          |
| Підрайон            | Наньчен    | 南城街道           | 418 288          |
| Індустріальний парк | Суншаньху  | 松山湖科技产业园区 | 120 765          |
| Селище              | Ваньнюдунь | 望牛墩镇           | 86 960           |
| Селище              | Далан      | 大朗镇             | 556 778          |
| Селище              | Даліншань  | 大岭山镇           | 366 101          |
| Селище              | Даоцзяо    | 道滘镇             | 159 502          |
| Селище              | Дункен     | 东坑镇             | 187 877          |
| Селище              | Гаобу      | 高埗镇             | 169 923          |
| Селище              | Ляобу      | 寮步镇             | 513 090          |
| Селище              | Маюн       | 麻涌镇             | 182 416          |
| Селище              | Сєган      | 谢岗镇             | 106 152          |
| Селище              | Танся      | 塘厦镇             | 629 016          |
| Селище              | Фенган     | 凤岗镇             | 417 430          |
| Селище              | Хенлі      | 横沥镇             | 278 858          |
| Селище              | Хоуцзє     | 厚街镇             | 550 807          |
| Селище              | Хуанцзян   | 黄江镇             | 283 426          |
| Селище              | Хумень     | 虎门镇             | 838 144          |
| Селище              | Хунмей     | 洪梅镇             | 65 325           |
| Селище              | Цінсі      | 清溪镇             | 344 303          |
| Селище              | Ціши       | 企石镇             | 169 396          |
| Селище              | Цяотоу     | 桥头镇             | 207 294          |
| Селище              | Чан'ань    | 长安镇             | 807 391          |
| Селище              | Чанпін     | 常平镇             | 444 894          |
| Селище              | Чашань     | 茶山镇             | 219 333          |
| Селище              | Чжанмутоу  | 樟木头镇           | 173 875          |
| Селище              | Чжунтан    | 中堂镇             | 196 890          |
| Селище              | Шатянь     | 沙田镇             | 210 175          |
| Селище              | Шилун      | 石龙镇             | 144 762          |
| Селище              | Шипай      | 石排镇             | 235 194          |
| Селище              | Шицзє      | 石碣镇             | 282 255          |

## Демографія

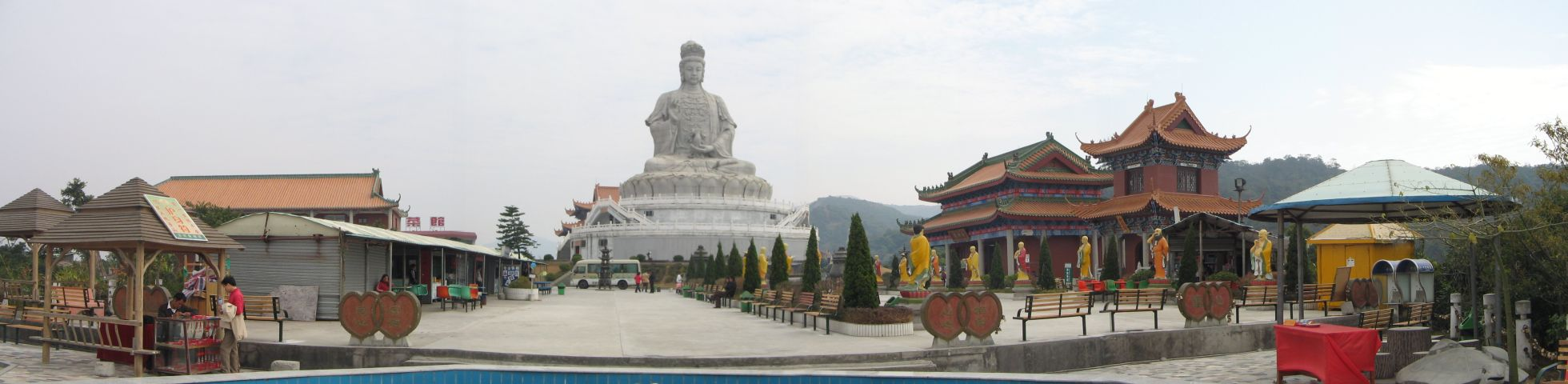
Святилище Ґуаньїнь в Дунґуані.

Населення міського округу Дунгуань становить близько семи мільйонів осіб, багато з яких офіційно не є жителями міста та вважаються тимчасово перебуваючими у ньому для роботи на заводах та фабриках.

## Транспорт
З травня 2016 року у Дунгуані працює метрополітен.

## Галерея

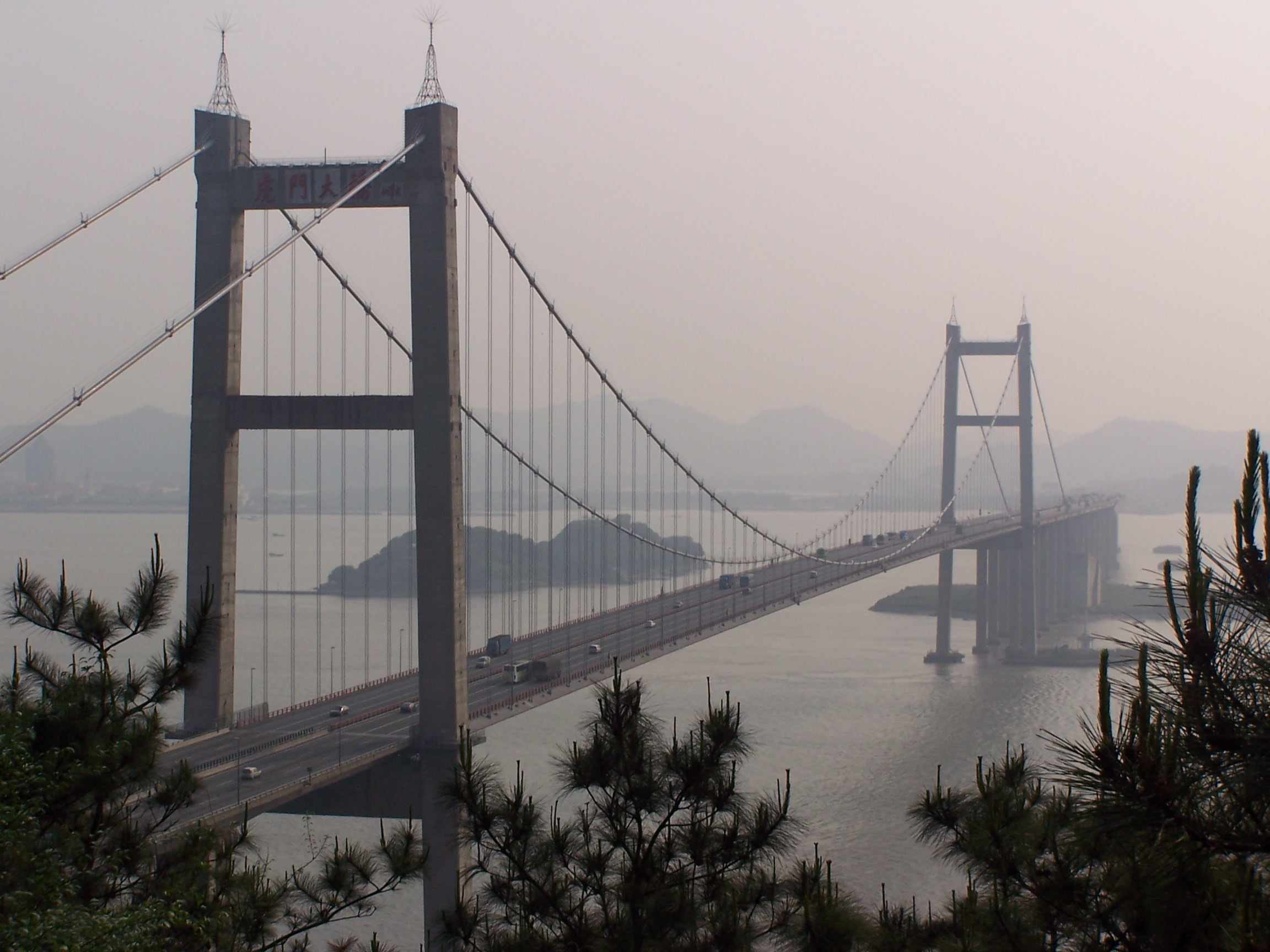
Міст через дельту Перлової річки
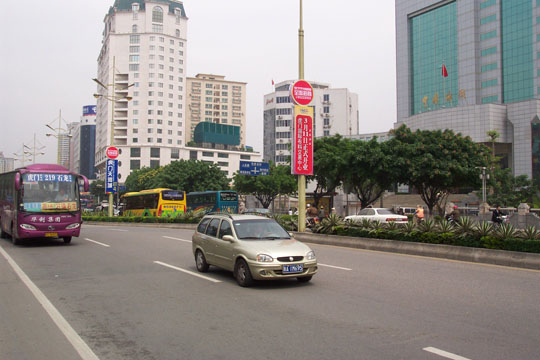
На вулиці міста
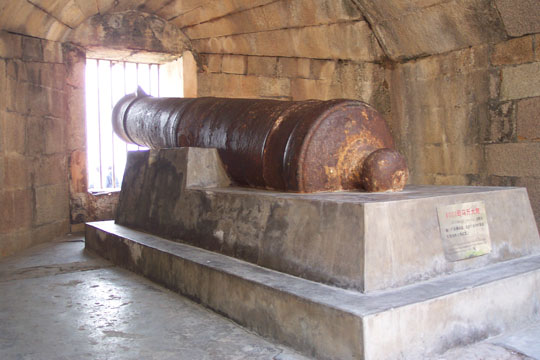
Старовинний форт